# The Grand Cayman Concert
The Grand Cayman Concert è il quinto album dal vivo del gruppo folk rock statunitense America, pubblicato nel 2002.

## Tracce
1. Riverside (Dewey Bunnell) – 3:32
2. Ventura Highway (Bunnell) – 3:41
3. Daisy Jane (Gerry Beckley) – 3:01
4. Wind Wave (Bunnell) – 2:56
5. Another Try (Beckley) – 3:00
6. Three Roses (Bunnell) – 3:16
7. I Need You (Beckley) – 2:30
8. Baby It's Up To You (Beckley) – 2:17
9. Pigeon Song (Bunnell) – 2:05
10. All My Life (Beckley) – 2:59
11. Tin Man (Bunnell) – 3:42
12. To Each His Own (Beckley) – 3:02
13. Only In Your Heart (Beckley) – 3:02
14. Sandman (Bunnell) – 4:21
15. Sister Golden Hair (Beckley) – 3:41
16. A Horse with No Name (Bunnell) – 4:07